# Studio Luxembourg-Accatone
Pour les articles homonymes, voir Accattone (homonymie).
L'Accattone est un ancien cinéma indépendant d'art et essai situé au 20 rue Cujas dans le 5e arrondissement de Paris, derrière la place de la Sorbonne. Il était l'un des derniers cinémas du Quartier latin à salle unique avant d'arrêter sa programmation en juin 2012 et d'être placé en liquidation judiciaire le 13 août 2012. 
Le lieu devient un espace d'information financière. Une partie de la salle a été gardée et rebaptisée Studio Luxembourg-Accattone. Quatre jours par semaine, le cinéma indépendant programme des films d'auteurs contemporains. En 2022, le lieu est détruit et devient un hôtel.

## Historique
Le lieu est un ancien cabaret du Quartier latin, le « cabaret Gipsy », où chantèrent notamment Fréhel et Édith Piaf. En 1957, il est reconverti en cinéma, sous le nom de Studio Cujas, et développe durant quelques années une programmation de films américains défendus par les critiques des Cahiers du cinéma notamment, avant de s'orienter vers les films français d'art et essai. La salle est rachetée en 1983 par Gérard Lebovici pour y faire projeter en programme continu les films de Guy Debord.
En 1987 Kazik Hentchel, écrivain, critique et amateur d'art d'origine polonaise, devient directeur du cinéma, qu'il renomme « Espace Accatone » en hommage au premier film de Pier Paolo Pasolini intitulé Accattone. Sous son impulsion, la salle réaménagée et modernisée se dote d'une galerie, d'un bar, d'une librairie ; après l'inauguration du 23 septembre 1987, le cinéma propose une programmation tournée vers les films d'auteurs.
La salle de 110 places est en 1995 dédiée au producteur Anatole Dauman, qui sauva le cinéma menacé de fermeture en lui offrant la possibilité de programmer durant un an l'intégralité du catalogue d'Argos Films. 
Le cinéma cesse de projeter des films en juillet 2012. Acheté par Gérard Auffray, il est transformé en mars 2013 en un espace dit d'éducation économique et d'information du monde financier nommé La Maison de l'épargne ; une partie de la salle est conservée et rebaptisée Accattone, l'exploitation en est confiée à Cinépoque sous le nom de Studio Luxembourg-Accattone dont la programmation a un lien avec les questions financières. Mais à la suite de la pandémie de Covid-19, la salle ferme définitivement.
L'Accatone est démoli durant l'été 2022 et devient un hôtel. En juin, les fondations révèlent d'importants vestiges gallo-romains.